# Primetime-Emmy-Verleihung 1993
Die 45. Emmy-Verleihung fand am 19. September 1993 im Pasadena Civic Auditorium in Pasadena, Kalifornien, statt. Moderiert wurde die Show von Angela Lansbury.

## Preisträger und Nominierungen (Auswahl)

### Programme
| Beste Comedyserie | Beste Dramaserie |
| --- | --- |
| - Seinfeld, NBC - Cheers, NBC - Hör mal, wer da hämmert, ABC - Die Larry Sanders Show, CBS - Murphy Brown, NBC                                                               | - Picket Fences, CBS - Ausgerechnet Alaska, CBS - Ein amerikanischer Traum, ABC - I’ll Fly Away, NBC - Law & Order, NBC |
| Beste Varieté-, Musik- oder Comedyserie | Bestes Varieté-, Musik- oder Comedyspezial |
| - Saturday Night Live, NBC - Late Show with David Letterman, CBS - MTV Unplugged: "Rod Stewart", MTV - The Tonight Show with Jay Leno, NBC                                   | - Bob Hope: The First 90 Years, CBS - 46th Annual Tony Awards, CBS - Oscarverleihung 1993, ABC - Great Performances , Episode: "Sondheim: A Celebration at Carnegie Hall", PBS - The Search for Signs of Intelligent Life in the Universe, Showtime |
| Bester Fernsehfilm | Beste Miniserie |
| - Der Konzern, HBO - Stalin, HBO - Citizen Cohn – Handlanger des Todes, HBO - The Positively True Adventures of the Alleged Texas Cheerleader-Murdering Mom, CBS - True, PBS | - Prime Suspect II, PBS - Alex Haley's Queen, CBS - Szenen einer Familie, ABC - Die Jacksons – Ein amerikanischer Traum, ABC - Frank Sinatra – Der Weg an die Spitze, CBS                                                                           |

### Schauspieler

#### Hauptrollen
| Bester Hauptdarsteller innerhalb einer Comedyserie | Beste Hauptdarstellerin innerhalb einer Comedyserie |
| --- | --- |
| - Ted Danson als Sam Malone in Cheers, Episode: „The Guy Can’t Help It“, NBC - Tim Allen als Tim Taylor in Hör mal, wer da hämmert, Episode: „Where There's a Will, There's a Way“, ABC - John Goodman als Dan Conner in Roseanne, Episode: „Terms of Estrangement“, ABC - Jerry Seinfeld als Jerry Seinfeld in Seinfeld, Episode: „The Puffy Shirt“, NBC - Garry Shandling als Larry Sanders in Die Larry Sanders Show, Episode: „What Have You Done for Me Lately?“, HBO                | - Roseanne Barr als Roseanne Conner in Roseanne, Episode: „Wait Till Your Father Gets Home“, ABC - Kirstie Alley als Rebecca Howe in Cheers, Episode: „One for the Road“, NBC - Candice Bergen als Murphy Brown in Murphy Brown, Episode: „Games Mothers Play“, CBS - Helen Hunt als Jamie Buchman in Verrückt nach dir, Episode: „Pilot“, NBC - Marion Ross als Sophie Berger in Brooklyn Bridge, Episode: „Brave New Worlds“, CBS                |
| Bester Hauptdarsteller innerhalb einer Dramaserie | Beste Hauptdarstellerin innerhalb einer Dramaserie |
| - Tom Skerritt als Jimmy Brock in Picket Fences, Episode: „High Tidings“, CBS - Scott Bakula als Sam Beckett in Zurück in die Vergangenheit, Episode: „"Lee Harvey Oswald: October 5, 1957-November 22, 1963“, NBC - Michael Moriarty als Ben Stone in Law & Order, Episode: „Night and Fog“, NBC - Rob Morrow als Joel Fleischmann in Ausgerechnet Alaska, Episode: „Kaddish for Uncle Manny“, CBS - Sam Waterston als Forrest Bedford in I’ll Fly Away, Episode: „All in the Life“, NBC | - Kathy Baker als Jill Brock in Picket Fences, Episode: „Thanksgiving“, CBS - Swoosie Kurtz als Alex Halsey in Ein Strauß Töchter, Episode: „Mirror, Mirror“, NBC - Angela Lansbury als Jessica Fletcher in Mord ist ihr Hobby, Episode: „Night of the Coyote“, CBS - Regina Taylor als Lilly in I’ll Fly Away, Episode: „Comfort and Joy“, NBC - Janine Turner als Maggie O’Connell in Ausgerechnet Alaska, Episode: „Love’s Labour Mislaid“, CBS |
| Bester Hauptdarsteller innerhalb einer Miniserie oder einem Spezial | Beste Hauptdarstellerin innerhalb einer Miniserie oder einem Spezial |
| - Robert Morse als Truman Capote in Tru, PBS - Robert Blake als John List in Das jüngste Gericht – Die John List Story, CBS - Robert Duvall als Josef Stalin in Stalin, HBO - James Garner als F. Ross Johnson in Der Konzern, HBO - James Woods als Roy Marcus Cohn in Citizen Cohn – Handlanger des Todes, HBO | - Holly Hunter als Wanda Holloway in The Positively True Adventures of the Alleged Texas Cheerleader-Murdering Mom, HBO - Glenn Close als Sarah Witting in Sarah zwischen Land und Meer, CBS - Helen Mirren als DCI Jane Tennison in Heißer Verdacht II, PBS - Maggie Smith als Violet Venable in Suddenly, Last Summer, PBS - Joanne Woodward als Maggie Moran in Atemübungen, CBS                                                                |

#### Nebenrollen
| Bester Nebendarsteller innerhalb einer Comedyserie | Beste Nebendarstellerin innerhalb einer Comedyserie |
| --- | --- |
| - Michael Richards als Cosmo Kramer in Seinfeld, Episode: "The Watch" + "The Junior Mint", NBC - Jason Alexander als George Costanza in Seinfeld, Episode: "The Contest" + "The Outing", NBC - Michael Jeter als Herman Stiles in Daddy schafft uns alle, Episode: "Harlan Deals a Meal" + "The Really Odd Couple", NBC - Jeffrey Tambor als Hank Kingsley in Die Larry Sanders Show, Episode: "Guest Host" + "Hank's Contract", HBO - Rip Torn als Arthur in Die Larry Sanders Show, "The Spiders Episode" + "The New Producer", HBO | - Laurie Metcalf als Jackie Harris in Roseanne, Episode:"Crime and Punishment" + "Wait Till Your Father Gets Home", ABC - Shelley Fabares als Christine Armstrong in Coach, Episode: "Love Me Tender" + "Vows", ABC - Sara Gilbert als Darlene Conner in Roseanne, "Good Girls, Bad Girls" + "Playing with Matches", ABC - Julia Louis-Dreyfus as Elaine Benes in Seinfeld, Episode: "The Contest" + "Mambo", NBC - Rhea Perlman als Carla Tortelli in Cheers, Episode: "Loathe and Marriage" + "It's Lonely on the Top", NBC                        |
| Bester Nebendarsteller innerhalb einer Dramaserie | Beste Nebendarstellerin innerhalb einer Dramaserie |
| - Chad Lowe als Jesse McKenna in Alles Okay, Corky?, Episode: "Lost Weekend" + "Bedfellows", CBS - Barry Corbin als Maurice J. Minnifield in Ausgerechnet Alaska, Episode: "The Big Feast" + "Sleeping with the Enemy", CBS - John Cullum als Holling Vincoeur in Ausgerechnet Alaska, Episode: "Learning Curve" + "Mud and Blood", CBS - Fyvush Finkel als Douglas Wambaugh in Picket Fences – Tatort Gartenzaun, Episode: "Thanksgiving" + "The Body Politic", CBS - Dean Stockwell als Al Calavicci in Zurück in die Vergangenheit, Episode: "Lee Harvey Oswald: October 5, 1957 – November 22, 1963" + "Killin' Time: June 18, 1958", NBC | - Mary Alice als Marguerite Peck in I’ll Fly Away, Episoden: "Ruler of My Heart" + "The Third Man", NBC - Cynthia Geary als Shelly Tambo in Ausgerechnet Alaska, Episoden: "Kaddish for Uncle Manny" + "Mud and Blood", CBS - Kay Lenz als Maggie Zombro in Die Staatsanwältin und der Cop, Episoden: "Two Women" + "Wish You Were Here", NBC - Kellie Martin als Becca Thatcher in Alles Okay, Corky?, Episoden: "Visions" + "Last Wish", ABC - Peg Phillips als Ruth Anne in Ausgerechnet Alaska, Episoden: "Blowing Bubbles" + "Revelations", CBS |
| Bester Nebendarsteller innerhalb einer Miniserie oder einem Spezial | Beste Nebendarstellerin innerhalb einer Miniserie oder einem Spezial |
| - Beau Bridges als Terry Harper in The Positively True Adventures of the Alleged Texas Cheerleader-Murdering Mom, HBO - Brian Dennehy als John McArthur in Heart to Kill, ABC - Jonathan Pryce als Henry Kravis in Der Konzern, HBO - Peter Riegert als Peter Cohen in Der Konzern, HBO - Maximilian Schell als Wladimir Lenin in Stalin, HBO | - Mary Tyler Moore als Georgia Tann in Mütter ohne Skrupel, Lifetime - Ann-Margret als Sally Jackson in Alex Haley's Queen, CBS - Lee Grant als Dora Cohn in Citizen Cohn – Handlanger des Todes, HBO - Peggy McCay als Virginia Bembenek in Eine Frau auf der Flucht – Die Lawrencia Bembenek Story, NBC - Joan Plowright als Olga in Stalin, HBO |

#### Gastauftritt
| Bester Gastschauspieler innerhalb einer Comedyserie | Beste Gastschauspielerin innerhalb einer Comedyserie |
| --- | --- |
| - David Clennon als Peter Brewer in Dream On, Episode: "For Peter's Sake", HBO - Tom Berenger als Don Santry in Cheers, Episode: "One for the Road", NBC - Dana Carvey als er selbst in Die Larry Sanders Show, Episode: "Guest Host", HBO - Bill Erwin als Sid Fields in Seinfeld, Episode: "The Old Man", NBC - Joel Grey als Jacob in Brooklyn Bridge, Episode: "The Last Immigrant", NBC                                                         | - Tracey Ullman als Dava Levine in Love & War, Episode: "The Prima Dava", CBS - Carol Burnett als sie selbst in Die Larry Sanders Show, Episode: "The Spider Episode", HBO - Ruby Dee als Aurelia Danforth in Daddy schafft uns alle, Episode: "They Can't Take That Away From Me", CBS - Shelley Long als Diane Chambers in Cheers, Episode: "One for the Road", NBC - Gwen Verdon als Kitty in Dream On, Episode: "For Peter's Sake", HBO                                                 |
| Bester Gastschauspieler innerhalb einer Dramaserie | Beste Gastschauspielerin innerhalb einer Dramaserie |
| - Laurence Fishburne als Martin McHenry in Tribeca Episode: "The Box", Fox - Adam Arkin als Adam in Ausgerechnet Alaska, Episode: "The Big Feast", CBS - John Glover als Dennis Atwood in Crime & Punishment, Episode: "Best Laid Plans", NBC - Michael Jeter als Peter Lebeck in Picket Fences – Tatort Gartenzaun, Episode: "Frog Man", NBC - Richard Kiley als Hayden Langston in Picket Fences – Tatort Gartenzaun, Episode: "Thanksgiving", NBC | - Elaine Stritch als Lannie Stiglitz in Law & Order, Episode: "Point of View", ABC - Bibi Besch als Jane O’Connell in Ausgerechnet Alaska, Episode: "Grosse Pointe 48230", CBS - Rosanna Carter als Eulalia Jefferson in I’ll Fly Away, Episode: "What’s in a Name", NBC - Diane Ladd als Charlotte Cooper in Dr. Quinn – Ärztin aus Leidenschaft, Episode: Pilot", NBC - Gwen Verdon als Jessie Doohen in Homicide: Ein Jahr auf mörderischen Straßen, Episode: "A Ghost of a Chance", NBC |

### Regie
| Beste individuelle Leistung in der Regie für eine Comedyserie | Beste individuelle Leistung in der Regie für eine Dramaserie |
| --- | --- |
| - Betty Thomas für Dream On, Episode: "For Peter’s Sake", NBC - Peter Bonerz für Murphy Brown, Episode: "You Say Potatoe, I Say Potato", CBS - James Burrows für Cheers, Episode: "One for the Road", NBC - Tom Cherones für Seinfeld, Episode: "The Contest", NBC - Eric Laneuville für Dream On, Episode: "And Bimbo Was His Name-o", HBO | - Barry Levinson für Homicide: Ein Jahr auf mörderischen Straßen, Episode: "Gone for Good", NBC - Billie August für Die Abenteuer des jungen Indiana Jones, Episode: "Northern Italy, 1918", ABC - Robert Butler für Lady Cops, Episode: "What We Talk About When We Talk About Love", ABC - Eric Laneuville für I’ll Fly Away, Episode: "Until Tomorrow", NBC - Nancy Malone für Ein Strauß Töchter, Episode: "Crash & Born", NBC - Edwin Sherin für Law & Order, Episode: "Conspiracy", NBC |
| Beste individuelle Leistung in der Regie für eine Varieté-, Musik- oder Comedysendung | Beste individuelle Leistung in der Regie für eine Varieté-, Musik- oder Comedysendung Miniserie oder Spezial |
| - Walter C. Miller für The 46th Annual Tony Awards, ABC - Robert Altman für Great Performances: Black and Blue, PBS - Hal Gurnee für Late Night with David Letterman, NBC - Jeff Margolis für Oscarverleihung 1993, ABC | - James Steven Sadwith für Frank Sinatra – Der Weg an die Spitze - Glenn Jordan für Der Konzern, HBO - Daniel Petrie für A Town Torn Apart, NBC - Frank Pierson für Citizen Cohn – Handlanger des Todes, HBO - Michael Ritchie für The Positively True Adventures of the Alleged Texas Cheerleader-Murdering Mom, HBO |

### Drehbuch
| Bestes Drehbuch für eine Comedyserie | Bestes Drehbuch für eine Dramaserie |
| --- | --- |
| - Larry David für Seinfeld, Episode: "The Contest", NBC - Larry Charles für Seinfeld, Episode: "The Outing", NBC - David Crane, Marta Kauffman für Dream On, Episode: "For Peter's Sake", HBO - Garry Shandling, Dennis Klein für Die Larry Sanders Show, Episode: "The Hey Now Episode", HBO - Garry Shandling, Paul Simms, Peter Tolan, Rosie Shuster für Die Larry Sanders Show, Episode: "The Spider Episode", HBO | - Tom Fontana für Homicide: Ein Jahr auf mörderischen Straßen, Episode: "Three Men and Adena", ABC - Bernard Lechowik für Homefront, Episode: "The Lacemakers", ABC - Jeff Melvoin für Ausgerechnet Alaska, Episode: "Kaddish for Uncle Manny", CBS - Robert Nathan, Walon Green für Law & Order, Episode: "Manhood", NBC - Geoffrey Neigher für Ausgerechnet Alaska, Episode: "Midnight Sun", CBS |
| Bestes Drehbuch für eine Varieté- oder Comedysendung | Bestes Drehbuch für eine Miniserie oder ein Special |
| - The Ben Stiller Show, Fox - Late Night with David Letterman, NBC - The Kids in the Hall, HBO - Rick Reynolds: Only the Truth Is Funny, Showtime | - Jane Anderson für The Positively True Adventures of the Alleged Texas Cheerleader-Murdering Mom, HBO - David Franzoni für Citizen Cohn – Handlanger des Todes, PBS - Larry Gelbart für Der Konzern, HBO - Jennifer Miller für Szenen einer Familie, ABC - Paul Monash für Stalin, HBO |